# ダックにおまかせ ダークウィング・ダック
『ダックにおまかせ ダークウィング・ダック』（原題：Darkwing Duck）は、ウォルト・ディズニー・テレビジョン・アニメーションが制作したアメリカ合衆国のテレビアニメ。アメリカでは1991年9月6日から1992年12月12日までに全91話が放送された。

## 概要
ディズニーアニメとしては珍しく変身ヒーロー物を取扱った作品。『ダックテイル』に登場したランチパッド・ロボダックが本作でも登場している。
ごく普通の男性がコスチュームを身にまとい、正義のヒーローとして活躍するという、活劇の王道を行く作品。しかしディズニー作品らしくベースはコメディタッチであり、主人公ダークウィングも高潔とは程遠い欠点だらけのキャラとして設定されている。
基本的に一話完結の形式がとられており、個性あふれる悪役とダークウィングとの攻防がディズニーならではの活き活きとしたドタバタで描かれる。
また放送当時、社会現象となっていた『ツイン・ピークス』をパロディ化した話も作成されており、時代をうかがわせていた。『ダックテイル』のリメイク『ダックテイルズ』にも登場している。

## あらすじ
セントカナードから住民たちを守るためにやってきた影のヒーロー、その名もダークウィング・ダック。街にはFOWLやいろんな悪者たちの悪巧みによる犯行が連続的に起きている。様々な悪事を阻止するためにゴサリン、ホンカー、ランチパッドたちと一緒にセントカナードの平和を取り戻すのであった。

## 登場人物

### ダークウィング・ダックとその仲間達
ダークウィング・ダック / ドレイク・マラード
声 - ジム・カミングス / 日本語版 - 中尾隆聖
本作の主人公。普段はただの親父だが、影のヒーロー「ダークウィング・ダック」として数々の秘密兵器や機転・仲間の助け・そして運を武器に戦う。
ゴサリン・マラード
声 - クリスティーン・カヴァナー/渕崎ゆり子
ダークウィングの娘だが実娘ではなく、第1・2話における事件で殺害された老科学者の孫。
ランチパッド・マクワック
声 - テリー・マクガヴァーン / 大塚明夫
『ダックテイル』ではスクルージ専属のパイロットとして登場したダークウィングの相棒。第1話で尊敬するダークウィングに出会い、事件解決に協力した事から彼に認められた。飛行機乗りであり、ダークウィングの空の機動力「サンダークワック」は彼が開発した。性格はいたって単純で、かなりの天然。ダークウィングを「ボス」と呼んで慕う。
ホンカー・マドルフット
声 - ケイティ・リー / 折笠愛
マラード家の隣人マドルフッド一家の次男。ゴサリンの父がダークウィングである事を知っている。
フーパー長官
声 - ダニー・マン
国際組織「SHUSH」の高官で、ダークウィングの上司にあたる人物。いつもモニター越しに彼に指令を送る。ダークウィングは個人活動家ではなく、SHUSHのエージェントであるという設定に基くキャラクターである。
Vladimir Gryzlikoff（日本での名称は不明）
声 - ロン・ファインバーグ / 大友龍三郎
国際組織「SHUSH」のエージェント、ロシア語訛りで喋ることがある。ダークウィングとはライバルの存在。
ハーブ・マドルフッド
声 - ジム・カミングス / 桜井敏治
ドレイク･マラードの隣人。妻のピンキーと2人の息子と暮らしている。善良だがおせっかいで無神経な性格の持ち主であり、ドレイクにはとことん嫌われている。もちろん、本人は嫌われている事には気付いていない。
ピンキー・マドルフッド
声 - スーザン・トルスキー / さとうあい
同じくドレイク･マラードの隣でハーブの妻。

### 主な悪者
以下に挙げる悪者は、ダークウィングとは一回限りではなく何度も戦った準レギュラー格のキャラクター。この内ネガダック率いる5人組は、各々個人で犯罪・ダークウィングと対決する回もあった。
ネガダック
声 - ジム・カミングス / 筈見純
ダークウィング最強のライバルにして、悪者5人組のリーダー格。初めて登場した時は人格分裂を起こしたダークウィングの悪の心の結晶だったが、のちに一人の悪者キャラとして定着した。容姿はダークウィングとまったく同じであり、装備なども基本的に同じ。ダークウィングのパーソナルカラーが紫なのに対し、赤と黒･黄色でまとめている点が異なっている。
メガボルト
声 - ダン・カステラネタ / 鈴木勝美
悪者5人組の一人で、電気を自在に操る怪盗。手から電撃を放ったり、電線を走る電気に乗って疾走するなどの技を持っている。その一方、感電するため水には弱い。
ブッシュルート
声 - ティノ・インサナ / 嶋俊介
悪者5人組の一人。元科学者だったが、実験植物と一体化したことで様々な能力を身につけ、悪の道に走った。植物を自由に操る。
クアッカージャック
声 - マイケル・ベル / 肝付兼太
悪者5人組の一人。元はオモチャ会社を経営していたが、倒産したために悪の道に走った。「遊びまくってやる!」が口癖の愉快犯であり、おもちゃを改造した数々の兵器を使って遊び半分に犯罪を行う。人形のバナナブレインをいつも持っており、腹話術で一人芝居をするのが好き。ダークウィングとの個人対決回数も多い好敵手である。
リキッデーター
声 - ジャック・エンジェル / 納谷六朗
悪者5人組の一人。元は大手企業の社長だったが、犯罪に手を染めた事でダークウィングと対決。誤って特殊な溶解液に落ちて溶けてしまった。その際、肉体が液体化。水を操る能力を身につけた。体が液状のためどんな狭い隙間にでも潜り込む事ができ、簡単には拘束できない。弱点は凍らされること。また、セメントをかけられても動けなくなる。
タスカニーニ
声 - ケネス・マース / 滝口順平
元、売れない俳優だったセイウチ。悪の道に走り、詐欺や窃盗といった犯罪を繰り返す。3匹のペンギンを手下として使う。元が役者であるだけに演技が上手く、ダークウィングを悪人に仕立て上げた事もある知能犯。
スティールビーク
声 - ロブ・ポールセン / 村松康雄
悪の秘密結社「FOWL」のエージェント。その名の通り、鋼鉄でできたくちばしがトレードマークのニワトリである。個人ではなく結社のエージェントであるため、スケールの大きな犯罪を行うのが特徴の悪人。卵形ヘルメットをかぶった工作員「エッグマン」を統率している。
アンモニアパイン
声 - ミッツィ・マコール / 京田尚子
「FOWL」の女性エージェント。病的なまでに汚れを嫌う潔癖症。登場回数は少ないが、スティールビーク同様にスケールの大きい犯罪を行う強敵である。
モリアーティ教授
声 - ジム・カミングス / 不明
キネトビームでセントカナードを沈めた事もあるモグラの悪者。
タウラス・バルバ
声 - ティム・カリー
悪者3人(ハンマーヘッド、ホーフ、マーチ)のボス。
ハンマーヘッド・ハンニガン
声 - ハル・レイル
ホーフとマーチと共に悪の計画を実行する指導者。
ホーフ
声 - ディー・ディーゼン
マーチ
声 - ディー・ディーゼン
クロビス
声 - マーシャ・ウォレス
タウラス型のジェット機を操縦しているパイロット女性。
タンタラス
バルバのペットである。
Jambalaya Jake（日本放送時の名前は不明）
声 - マイケル・ガフ / 峰恵研
ガンボの相棒で泥棒の飼い主。
ガンボ
声 - ジム・カミングス
泥棒のワニ、トッチャンボウヤのペット。

### スーパー・ダックス
ロボダック/フェントン・クラクシェル
声 - ハミルトン・キャンプ / 二又一成
全身を機械化した、ロボットヒーローでランチパッドの知り合いであり、ダークウィングの友人であるが、登場回数は少なくドレイクとどちらが街のヒーローかで揉めることも。
モルガナ・マコーバー
声 - キャス・スーシー
バンパイアの衣装を着たアヒル、コウモリのイークとスクイークを飼っている。
ステグマット
声 - ジョーイ・カメン / 龍田直樹
以前はアヒルだったステゴザウルス姿の男の子。
フォッシル博士
声 - バリー・ゴードン / 阪脩
翼竜（プテラノドン）姿のアヒルで、ステグマットを恐竜に変えた古生物学者。
ネプチュニア
声 - スーザン・サイロ
海を汚す者を嫌う半魚人の女の子、タコのハルとは仲良しのペット。

### その他
ローダ・デンドロン博士
声 - ジェニファー・ダーリン
ブッシュルートの同僚の植物学者。
ネーミングはツツジの学名より。
ワドルマイヤー教授
ゴサリンの祖父でワドルマイヤー・ラムロッドを発明した科学者だったが、タウルスの子分（ホーフ、マーチ）に殺されている（「ラム・ロッド計画」より）。
カヴァナー夫人
声 - マーシャ・ウォレス、島美弥子
第2話「ラム・ロッド計画 パート2」に登場。養子施設のオーナーを務めている。
ウォルデン・ワドルスワース
声 - ローリー・ファッソ、不明
第1話「ラム・ロッド計画 パート1」に登場。セント・カナード警察の関係者で、タウラス・バルバの牢屋に行って「刑務所は楽しいかい？」と質問してビジネスに良いと返答された際に違和感を感じていた。
それ以外に担当された声優は以下の通り。この中に脇役も含まれるかは不明。エンディングでは、ダックテイルと同様に無名の役として表記されることがあった。
堀越真己、はせさん治、亀井芳子、好村俊子、佐藤ユリ、瀬畑奈津子、西川幾雄

## 主題歌
オープニング『ダークウィング・ダックのテーマ』
作詞：スティーブ・ネルソン、トーマス・シャープ
作曲：フィリップ・ギフィン
歌：ジェフぺシェット、石原慎一（日本語版）
台詞：ジム・カミングス、中尾隆聖（日本語版）
終盤の「悪者たちが逃げ出すぞ！」のみ女性コーラスが歌っている。タイトルは手書きで書かれていた。
この主題歌の歌唱については、クールな声でDJ風で歌ったりしていた。
エンディング『ダークウィング・ダックのテーマ（インストゥメンタル）』
作曲：フィリップ・ギフィン
オリジナルでは30秒、日本語版では少し長め。

## スタッフ
- 監修プロデューサー - タッド・ストーンズ、アラン・ザスラブ
- 音楽 - フィリップ・ギフィン
- 各話制作協力 - WDAA、WDAJ、ソヌアニメーション、韓湖興業、ケネディ・カートゥーン、WDAF、FANZ、宏廣動画
- 製作 - ウォルト・ディズニー・テレビジョン・アニメーション

### 日本語版制作スタッフ
| 翻訳     | 井場洋子           |
| 演出     | 向山宏志           |
| 録音     | スタジオ・ユニ     |
| 調整     | 和田修             |
| 録音制作 | トランスグローバル |

## 各話リスト
| シーズン | シーズン | 話数 | 話数 | 放送期間      | 放送期間       | 放送期間                        |
| シーズン | シーズン | 話数 | 話数 | 初回放送      | 最終回放送     | 放送局                          |
| -------- | -------- | ---- | ---- | ------------- | -------------- | ------------------------------- |
|          | 1        | 65   | 65   | 1991年9月6日  | 1992年5月20日  | シンジケート (Disney Afternoon) |
|          | 2        | 13   | 13   | 1991年9月14日 | 1991年12月7日  | ABC                             |
|          | 3        | 13   | 13   | 1992年9月12日 | 1992年12月12日 | ABC                             |

- 日本放送順[15]

| 話数 (US) | 話数 (JP) | 邦題                                     | 原題                                                | 備考     | 放送日 （日本）        |
| --- | --------- | ---------------------------------------- | --------------------------------------------------- | -------- | ---------------------- |
| 1-2 | 1-2       | ラム・ロッド計画                         | Darkly Dawns the Duck                               | [ 注 1 ] | 1993年 7月21日 7月22日 |
| ダークウィング・ダックは、セントカナードではあまり知られていないスーパーヒーロー。名声と宣伝のためにいつも痛い目にあう。しかし、タウラス・バルバが狙っているラムロッド計画の足取りを探ったとき、予想以上のトラブルに巻き込まれてしまい、そこでゴサリンという女の子と出会う。しかし、バルバを狙っているのはゴサリンで、彼女がラムロッドの解除コードを知っていると思って捕まえようとしている。 |           |                                          |                                                     |          |                        |
| 10 | 3         | 砂漠の中に大艦隊??                       | Water Way to Go                                     |          | 7月23日                |
| SHUSHセントラルで、オイルラビアに派遣された24番目のエージェントが死亡。死因は溺死とされているが、砂漠地帯での事故とは考えられない。そこでフーターは、ダークウィングを大艦隊の捜査の任務を遂行させる。 |           |                                          |                                                     |          |                        |
| 50 | 4         | ダークとブラント                         | In Like Blunt                                       |          | 7月26日                |
| 極悪非道の悪党が、SHUSHの全諜報員の完全版リストをオークションで落札し、利益を確保しようと帰ってきた。フーターは、ダークウィングとデレク・ブラントと協力し、その文書を悪の手に渡る前に阻止するのだった。 |           |                                          |                                                     |          |                        |
| 8 | 5         | 暗闇のヒーロー                           | Duck Blind                                          |          | 7月27日                |
| 看板についてる電球を奪うメガボルトを、ダークウィングとランチパッドが目撃。ダークウィングは、様々な方法でメガボルトを捕まえようとする。 |           |                                          |                                                     |          |                        |
| 29 | 6         | TVゲームで親子対決                       | Whiffle While You Work                              |          | 7月28日                |
| ゴザリンとダークウィングは、大人気ゲーム『Whiffle Boy(邦題不明)』をするためのTVゲーム大会に参加することになった。しかし、ゲーム業界の連中に廃業させられたクワッカージャックは、彼らに復しようとする。しかし、ダークウィングも一緒に『Whiffle Boy』の世界に閉じ込められてしまう。 |           |                                          |                                                     |          |                        |
| 38 | 7         | ドロボー日和で町は平和                   | Disguise the Limit                                  |          | 7月29日                |
| ネガダックはダークウィングのコスチュームを着て現金を盗み、セントカナードからダークウィング・ダックを追放しようと企んでいる。ダークは他の人に変身するために、ネガダックを見つけて信頼を回復さえようと努力する。 |           |                                          |                                                     |          |                        |
| 54 | 8         | ダークは新米エージェント                 | The Darkwing Squad                                  |          | 7月30日                |
| フーパー長官は、SHUSH所属のエージェントたちを訓練するようダークウィングに依頼するが、それに受け入れられないエージェントのグリズリコフは、二重スパイとしてFOWLに入ることになる。スティールビークがDWのメンバーにトラップを仕掛けた後、グリズリーコフとダークウィングのバトルが始まる。 |           |                                          |                                                     |          |                        |
| 66 | 9         | もっと光を! セント・カナード             | That Sinking Feeling                                |          | 8月2日                 |
| モグラの悪魔であるモリアーティ教授は、セントカナードを支配するため、仲間を集めて襲撃を始めた。教授はビルを盗み、ビームを製造し、月を永遠の日食に封じ込めてから、全てを暗闇に陥れる。 |           |                                          |                                                     |          |                        |
| 69 | 10        | キノコ屋敷へようこそ                     | Fungus Amongus                                      |          | 8月3日                 |
| ピザのトッピング事件を捜査していたダークウィングは、華麗なる悪女モルガナに恋をする。 |           |                                          |                                                     |          |                        |
| 68 | 11        | ネガダック誕生                           | Negaduck                                            |          | 8月4日                 |
| ダークウィング・ダック（良い性格を持つ）がメガボルトのトロンスプリッターから打撃され、もう1人のダークウィング（悪い性格を持つ）が完成してしまった。野球をしていたゴサリンとランチパッドは、誤ってダークウィングの記念像を壊してしまう。 注:この回で「ネガトロン・ネガダック」が初登場。 |           |                                          |                                                     |          |                        |
| 3 | 12        | 美女と獲物                               | Beauty and the Beet                                 |          | 8月5日                 |
| 植物学者レジナルド・ブッシュルートの願望は、世界を住みやすい場所にすること。しかし同僚たちは、彼の植物に対する情熱に笑うため、自ら行った実験で怪物になり、その情熱を馬鹿にした者に仕返しを始める。 |           |                                          |                                                     |          |                        |
| 44 | 13        | ツイン・ビークス                         | Twin Beaks                                          |          | 8月6日                 |
| ホンカーのパパとママがいなくなり、ダークウィングたちは、ツイン・ビークスへ行って地球侵略を企むキャベツ怪人をやっつける。 |           |                                          |                                                     |          |                        |
| 48 | 14        | ランチパッド・ザ・ヒーロー               | A Duck by Any Other Name                            |          | 8月9日                 |
| テレビニュースの速報で、ダークウィング・ダックの正体はランチパッドだったと報じられた。タスカニーニは、それを自分の利益に使おうとする。 |           |                                          |                                                     |          |                        |
| 46 | 15        | チョコダイヤモンド                       | My Valentine Ghoul                                  |          | 8月10日                |
| ダークウィングは、ネガダックが奪うダイヤモンドを取り返す話をモルガーナに話した。モルガーナも手伝いたいというと、ダークから断られてしまい、彼と喧嘩してしまう。 |           |                                          |                                                     |          |                        |
| 4 | 16        | ミクロ・ダック                           | Getting Antsy                                       |          | 8月11日                |
| ゴルフクラブのオーナーであるリリパットは、ゴルフゲームを作るためにミクロ光線を使ってセント・カナードにある建物などを小さくし、アリと会話できるヘルメットでアリに運ばせる。それを目撃したダークウィングは、リリパットと戦いに挑むもミクロ光線で小さくされてしまう。 |           |                                          |                                                     |          |                        |
| 43 | 17        | マイ・ビックフット                       | Dances with Bigfoot                                 |          | 8月12日                |
| 次の日の朝に目覚めるゴサリンは、彼女の父・ドレイクの部屋に入る。しかし、そこに父の姿は無かった。父が消えた謎の手がかりを探すためにゴサリンは、クリムゾン・クワケットに変身する。 |           |                                          |                                                     |          |                        |
| 11 | 18        | ゴサリン未来へ行く                       | Paraducks                                           |          | 8月13日                |
| ダークウィング・ダックは、サラ・ベラム博士が発明したタイムマシンに乗ってゴサリンと過去の世界に行き、小学校時代のドレイク・マラードこと「ドレイキー」と出会う。 |           |                                          |                                                     |          |                        |
| 83 | 19        | 最強のエージェント                       | Steerminator                                        |          | 8月16日                |
| F.O.W.L.はタウラス・バルバをサイボーグ化させ、バルバから最強のエージェントを作ろうと企んでいた。その望みを断ったバルバは、憎きヒーローのダークウィング・ダックに復讐する。 |           |                                          |                                                     |          |                        |
| 16 | 20        | ワニを連れた暴れ者                       | Can't Bayou Love                                    |          | 8月17日                |
| ジャンバラヤ・ジェイクとガンボは、沼地のチャリティーイベントで現金を盗む。ランチパッドはジェイクの餌にされ、ダークウィング・ダックは捕まってしまう。 |           |                                          |                                                     |          |                        |
| 18 | 21        | 狙われたハネ                             | You Sweat Your Life                                 |          | 8月18日                |
| ダークウィングは、美術館に忍び込んだ2人組を追跡するため温泉に入り込むと、ハーブとビンキーが来ていた。その頃、その温泉を経営しているジョックは、若返りの泉を作ろうとダークウィング・ダックのハネを奪い取ろうと決意する。 |           |                                          |                                                     |          |                        |
| 14 | 22        | 地球が止まる日                           | Trading Faces                                       |          | 8月19日                |
| コンピューターが変になり、ダークウィングとゴサリン、ランチパッドとホンカーの身体が入れ替えられてしまった。F.O.W.L.の陰謀を阻止しようと、ダークウィングの状態になったゴサリンが立ち向かう。 |           |                                          |                                                     |          |                        |
| 15 | 23        | 撮影所の怪人                             | Hush, Hush Sweet Charlatan                          |          | 8月20日                |
| 映画監督であるタスカニーニは、最高の映画を製作するために、セントカードで夜に撮影を行っていた。しかし、撮影中にダークウィングが邪魔をし、ランチパッド、ゴサリン、ホンカーは困惑する。 |           |                                          |                                                     |          |                        |
| 6 | 24        | ゴリラは霧のかなたに                     | Apes of Wrath                                       |          | 8月23日                |
| ダークウィング、ランチパッド、ゴサリンの3人は、SHUSHから「行方不明になった科学者ベアトリスを探してほしい」と頼まれ、Trenchrotという悪者と対決する。 |           |                                          |                                                     |          |                        |
| 22 | 25        | ダークの影武者                           | Double Darkwings                                    |          | 8月24日                |
| ジャンバラヤ・ジェイクは、ダークに復讐しようとグラニー・ワミーに呪いを仕掛ける。しかしボウヤは、誤ってダークウィング姿のランチパッドに呪いを掛け、犯罪をさせる。これによってダークウィングは、街のみんなに責任を負わされる羽目にあう。 |           |                                          |                                                     |          |                        |
| 37 | 26        | エスパー作戦                             | Heavy Mental                                        |          | 8月25日                |
| ある日、ランチパッドは超能力者になった。F.O.W.L.のエージェントであるシナプス少佐は、S.H.U.S.H.のノーラ光線を盗み、その部下を超能力者にさせる。 |           |                                          |                                                     |          |                        |
| 23 | 27        | スパイダー・ダック                       | Aduckyphobia                                        |          | 8月26日                |
| 放射線のクモに噛まれたダークの身体から、4本の腕が生えてしまった。ダークはスパイダー・ダックとして、モリアーティーを捕まえようとする。 |           |                                          |                                                     |          |                        |
| 55 | 28        | ピンキーの大活躍                         | Inside Binkie's Brain                               |          | 8月27日                |
| ビンキーがスーパーヒーローに変身し、街を混乱に堕とそうと企むメガボルトを捕まえる。 |           |                                          |                                                     |          |                        |
| 12 | 29        | 金のなる木で大儲け                       | Easy Come, Easy Grows                               |          | 8月30日                |
| 銀行にあった金庫室と現金が盗まれ、ダークウィング・ダックが事件の調査に出くわす。 |           |                                          |                                                     |          |                        |
| 56 | 30        | 呪われたビックリ箱                       | The Haunting of Mr. Banana Brain                    |          | 8月31日                |
| 悪いことをしたゴサリンは、ビックリ箱から悪い霊が現れ、彼女はバナナ・ブレインに洗脳されてしまう。Paddywhackは、クワッカージャックと一緒に犯罪を繰り返し行う。 |           |                                          |                                                     |          |                        |
| 36 | 31        | 爆発! ホット・サマー                     | Dry Hard                                            |          | 9月1日                 |
| バッド・フラッドは、自分が持つ飲料水の会社を宣伝するために他社の飲料水を壊してしまう。ダークウィングはフラッドを止めようとするが、フラッドは汚い水が入った桶に落ち、リキッデーターとして水人間になる。ダークウィングは、リキッデーターがセントカナードの水を全て硬水化させるのを止めるのを防がなければならない。                                                                             |           |                                          |                                                     |          |                        |
| 28 | 32        | 氷の女王のお暑い生活                     | All's Fahrenheit in Love and War                    |          | 9月2日                 |
| 冬の季節でうんざりするダークウィング・ダックが休暇を取りに行くと、銀行が強盗に襲われているのを目撃する。 |           |                                          |                                                     |          |                        |
| 57 | 33        | ドロドロ・ゴサリン                       | Slime Okay, You're Okay                             |          | 9月3日                 |
| 知性を持った仲間を生み出すため、ブッシュルートはドロドロのスライムを作った。次の日の朝、ゴサリンはスライム姿になってしまい。ダークはなんとかしてゴサリンを元の身体に戻そうとする。 |           |                                          |                                                     |          |                        |
| 17 | 34        | キャンプへ行こう!!                       | Bearskin Thug                                       |          | 9月6日                 |
| 今日はキャンプの日。ゴサリンはパパにつられて国立公園に行き、大自然を学ぶ。公園で巨大なクマが出現し、キャンプに来ていた客や動物を襲う。 |           |                                          |                                                     |          |                        |
| 64 | 35        | カンフー王、グース・リー                 | Kung Fooled                                         |          | 9月7日                 |
| モリアーティ教授を捜すため、ダークウィングは、カン・ポー・シティに行ってカンフー王のグース・リー師匠と再び出会う。 |           |                                          |                                                     |          |                        |
| 25 | 36        | ジュラシック・パニック                   | Jurassic Jumble                                     |          | 9月8日                 |
| ホンカーとゴサリンがステゴサウルスの足跡を辿っていると、自然史博物館で地球の人類を破滅に送ろうと企む悪名高きフォッシル博士に会う。 |           |                                          |                                                     |          |                        |
| 74 | 37        | 恐怖の頭脳入れ替え作戦                   | Battle of the Brainteasers                          |          | 9月9日                 |
| 地球を侵略しにやってきた宇宙人が、多数の核兵器を使って宇宙の支配者になろうと企んでいる。 |           |                                          |                                                     |          |                        |
| 80 | 38        | バック・トゥ・ザ・弱虫ダック             | Inherit the Wimp                                    |          | 9月10日                |
| サンダークワックを修理していたランチパッドが当然、タイムスリップしてしまった。その後、謎のタイムマシンがやってきて、古き時代からやってきたランチパッドがやってくる。 |           |                                          |                                                     |          |                        |
| 58 | 39        | 知恵の泉を探せ!                          | Whirled History                                     |          | 9月13日                |
| 歴史の勉強にうんざりしているゴサリン、しかし居眠りをしたせいで夢遊病を起こしてしまう。そして彼女は、アストロダックと一緒に夢の中に入り、知恵の泉を見つける。 |           |                                          |                                                     |          |                        |
| 40 | 40        | クワックの騎士参上                       | Darkwing Doubloon                                   |          | 9月14日                |
| クワックの騎士ダークウィング・ダブロンが、悪い海賊であるネガダック、メガボルト、ブッシュルート、クワッカージャック、リキッデーターと戦う3世紀前の海賊物語。 |           |                                          |                                                     |          |                        |
| 9 | 41        | コミックヒーロー・ダークウィング・ダック | Comic Book Capers                                   |          | 9月16日                |
| 新刊コミックで自分が臆病者に描かれていることに怒ったダークウィングは、自分で最高のコミックを描こうと漫画家を目指す。 |           |                                          |                                                     |          |                        |
| 65 | 42        | ダーク・クリスタルを追え                 | Bad Luck Duck                                       |          | 9月17日                |
| 呪術師に永遠の不幸の呪いを掛けられ、ダークウィング・ダックが魔法の宝石の強奪容疑で逮捕されてしまう。 |           |                                          |                                                     |          |                        |
| 62 | 43        | ネガ・メガダック現る!                    | Jail Bird                                           |          | 9月20日                |
| ネガダックが魔眼の宝石を盗んだ後、ブッシュルート、メガボルト、リキッデーター、クアッカージャックからパワーを奪い取り、街で暴れだす。ダークウィング・ダックは、ネガ・メガダックを倒すために弱点を見つける。 |           |                                          |                                                     |          |                        |
| 26 | 44        | 宿敵アンモニア・パインの恋               | Cleanliness is Next to Badliness                    |          | 9月21日                |
| スティール・ビークがFOWLのエージェントであるアンモニア・パインと手を組んで銀行を支配する中、ゴサリンがダークウィング・ダックのためのファンクラブを立てる。 |           |                                          |                                                     |          |                        |
| 5 | 45        | 花嫁はバンパイア・ポテト                 | Night of the Living Spud                            |          | 9月22日                |
| ブッシュルートは、植木鉢から植物の花嫁さんを育てようとしたが、誤って大きくて恐ろしい怪物「バンパイア・ポテト」を誕生させてしまう。 |           |                                          |                                                     |          |                        |
| 30 | 46        | ダーク・オブ・ドリームス                 | Ghoul of My Dreams                                  |          | 9月24日                |
| モルガナは、スリープサンド（意味は「眠りの砂」）を使ってセントカナードの住民を夢遊病にした後に強盗をする。ダークウィング・ダックは、この事件を解決するために夢の国へ向かう。真犯人であるノドフは、住民たちを夢遊病にさせることを望んでいたが、ダークウィング・ダックに止められる。 |           |                                          |                                                     |          |                        |
| 32 | 47        | オモチャ大王の陰謀                       | Toys Czar Us                                        |          | 9月27日                |
| 子供が親から危ないオモチャを買ってもらえないことを知ったクワッカージャックは、自分が支配者となって子供たちのために陰謀を企てる。 |           |                                          |                                                     |          |                        |
| 34 | 48        | ヒーロー失業ダーク                       | Up, Up and Awry                                     |          | 9月28日                |
| メガボルトは、新しい発明品を考えるために電磁石と蹄鉄とケーブルを盗もうとする。セントカナードにやってきたロボダックは、メガボルトの悪事を止めようと必死になる。 |           |                                          |                                                     |          |                        |
| 27 | 49        | ミスター・コメットさん                   | Smarter Than a Speeding Bullet                      |          | 9月29日                |
| スティールビークがラバーダッキーを盗んでいるのをダークウィング・ダックが止めようとすると、別の惑星からやってきたスーパーヒーロー ミスター・コメットさんに邪魔されてしまう。 |           |                                          |                                                     |          |                        |
| 19 | 50        | ヒーローのなやみ                         | Days of Blunder                                     |          | 9月30日                |
| 精神科医に変装するクワッカージャックは、ダークウィングにヒーロー失格を宣告する。こうしてダークウィング・ダックはいなくなり、犯罪者たちは自由に犯罪を何度も繰り返していく。 |           |                                          |                                                     |          |                        |
| 20-21 | 51-52     | 出動! スーパー・ダックス                 | Just Us Justice Ducks                               |          | 10月1日 10月4日        |
| セントカナードを支配するため、ネガダック、ブッシュルート、クワッカージャック、メガボルト、リキッデーターの5人は、チーム(Fearsome Five)を結成し、ダークウィングを倒そうと作戦を企てる。その話を聞いたネプテューヌ、ロボダック、モルガーナ、ステグマットは、ダークウィングと団結してスーパーダックスを結成し、5人組と戦いに挑む。                                                              |           |                                          |                                                     |          |                        |
| 35 | 53        | おべこべネガ・ワールド                   | Life, the Negaverse and Everything                  |          | 10月5日                |
| 悪者5人組を追う中、ダークウィングは大きなケーキを投げつけられる。するとケーキが別世界に繋ぐポータルになり、ダークウィングがその世界へ行くと、ダークの世界とは違ったおべこべの世界に辿り着く。 |           |                                          |                                                     |          |                        |
| 13 | 54        | セント・カナード電化革命                 | A Revolution in Home Appliances                     |          | 10月6日                |
| メガボルトは、電気で冷蔵庫、ギター、テレビなどといった家電製品を生き物に変える。セントカナードが乗っ取られる前に、ダークウィングがメガボルトを降参させる。 |           |                                          |                                                     |          |                        |
| 60 | 55        | スター誕生! 緑のヒーロー                 | A Star is Scorned                                   |          | 10月7日                |
| TVプロデューサーは、ダークウィング・ダックにスピンオフキャラクターが必要だと考え、ブッシュルートが選ばれる。 |           |                                          |                                                     |          |                        |
| 33 | 56        | ダック誕生の秘密                         | The Secret Origins of Darkwing Duck                 |          | 10月8日                |
| 博物館に閉じ込められたゴサリンとホンカー。その博物館を管理するダークは、どうしてダークウィング・ダックというスーパーヒーローが誕生したのかをゴサリンとホンカーに打ち明ける。 |           |                                          |                                                     |          |                        |
| 24 | 57        | 宇宙は一家!?                             | When Aliens Collide                                 |          | 10月12日               |
| ゴサリンが遊んでいる公園で当然、宇宙船が墜落した。そこでキュートな宇宙人ワッコが現れ、とてもきつい首輪をつけられて困っていたが、ワッコが宇宙の犯罪者であることがわかり、ダークウィングはワッコを止めようとする。 |           |                                          |                                                     |          |                        |
| 63 | 58        | リサイクル大作戦                         | Dirtysomething                                      |          | 10月13日               |
| FOWLは、アンモニア・パインにアンプルグライムと手を組ませた。パインにとっては悪夢だが、ダークウィングを止めるにはとても十分。新しいテレビゲームを買うほどのお金がなかったゴサリンは、ドレイクが持っているものを全てリサイクルして現金化させてしまう。 |           |                                          |                                                     |          |                        |
| 47 | 59        | 死神が俺を呼んでるぜ!                    | Dead Duck                                           |          | 10月14日               |
| ダークウィングは、緑色の壁にぶつかって気絶してしまい、自分が死んだのかどうか死神のところまで尋ねた。 |           |                                          |                                                     |          |                        |
| 51 | 60        | セントカナード700年伝説                  | Quack of Ages                                       |          | 10月15日               |
| ヨーヨーの開発を中止させるため、クワッカージャックはカナルディアに戻って工場を阻止する。ダークウィングとランチパッドがクワッカージャックの後を追うと、カナルディアの王と女王に会う。しかし王はハーブで、女王はビンキーだった。王の顧問であるクワッカージャックは、ダークウィングを悪の魔術師として投獄してしまう。                                                                           |           |                                          |                                                     |          |                        |
| 41 | 61        | クリスマスツリーの逆襲                   | It's a Wonderful Leaf                               |          | 10月18日               |
| クリスマスを嫌うブッシュルートは、クリスマスツリーの怪物を使ってクリスマスを滅茶苦茶にする。 |           |                                          |                                                     |          |                        |
| 39 | 62        | ヒーローの惑星                           | Planet of the Capes                                 |          | 10月19日               |
| ダークウィングに故郷の惑星を救ってもらうために、ミスター・コメットさんがセントカナードに戻ってくる。ダークウィング・ダックは、コメットさんの星を救うために作戦を練る。 |           |                                          |                                                     |          |                        |
| 45 | 63        | マッチョでムキムキダック                 | The Incredible Bulk                                 |          | 10月20日               |
| ダークウィング・ダックは、ブッシュルートが作った肥料でムキムキボディに進化する。 |           |                                          |                                                     |          |                        |
| 49 | 64        | ダックのイメージチェンジ                 | Let's Get Respectable                               |          | 10月21日               |
| テレビ番組では、ダークウィングに対しての評価が最低な状況に陥っていた。そこでゴサリンは、お父さんをイメージチェンジさせようと思った。ネガダックはこれに対し、ダークウィング・ダックのイメージチェンジを悪いことに使おうとしていた。 |           |                                          |                                                     |          |                        |
| 42 | 65        | 異次元へのチャンネル                     | Twitching Channels                                  |          | 10月22日               |
| メガボルトはエレクトロライザーでダークウィングと一緒に現実世界に誤って転送してしまう。そこはキャラクターグッズを売っている店で、ダークのファンである3人の子供と出会う。 |           |                                          |                                                     |          |                        |
| 邦題不明エピソード |           |                                          |                                                     |          |                        |
| 7 |           |                                          | Dirty Money                                         |          |                        |
| セントカナードの銀行にあった現金がすり替えられてしまった。SHUSHのフーパー長官から犯人を突き止めてほしいと頼まれたダークウィングは、紙幣だった紙のインクを盗んだ人物を探る。 |           |                                          |                                                     |          |                        |
| 31 |           |                                          | Adopt-a-Con                                         |          | -                      |
| ダークウィングは誤って養子縁組のプログラムに巻き込まれてしまった。タスカニーニは犯罪をやめようといっているが、ダークは彼を信じていない。彼はブッシュルートに変身して、ランチパッド、ゴサリン、ドレイクの3人を人質に取る。 |           |                                          |                                                     |          |                        |
| 52 |           |                                          | Time and Punishment                                 |          | -                      |
| 53 |           | 不明                                     | Stressed to Kill                                    |          | -                      |
| 最近ストレスを感じているダークウィングは、ストレス解消のためにクリニックへ行く。するとメガボルトとクワッカージャックが現れ、ダークウィングを洗脳する。ダークウィングがメガボルトとクワッカージャックと戦う間、悪党の2人組が火事を起こしてしまい、その火が街全体に広がってしまう。しかし、ダークは落ち着きすぎてしまい、家を破壊したゴサリンも怒れなくなってしまう。                          |           |                                          |                                                     |          |                        |
| 59 |           |                                          | U.F. Foe                                            |          | -                      |
| 夜空の上からUFOが飛んできて、エイリアンがランチパッドを誘拐し、彼を宇宙の支配者に変えようと企んでいる。ダークは彼を止めるために、ランチパッドを助ける。 |           |                                          |                                                     |          |                        |
| 61 |           |                                          | The Quiverwing Quack                                |          | -                      |
| 67 |           |                                          | Film Flam                                           |          | -                      |
| 70 |           |                                          | Slaves to Fashion                                   |          | -                      |
| 71 |           |                                          | Something Fishy                                     |          | -                      |
| 72 |           |                                          | Tiff of the Titans                                  |          | -                      |
| 73 |           |                                          | Calm a Chameleon                                    |          | -                      |
| 75 |           |                                          | Bad Tidings                                         |          | -                      |
| 76 |           |                                          | Going Nowhere Fast                                  |          | -                      |
| 77 |           |                                          | A Brush with Oblivion                               |          | -                      |
| 78 |           |                                          | The Merchant of Menace                              |          | -                      |
| 79 |           |                                          | Monsters R Us                                       |          | -                      |
| 81 |           |                                          | The Revenge of the Return of the Brainteasers, Too! |          | -                      |
| 82 |           |                                          | Star Crossed Circuits                               |          | -                      |
| 84 |           |                                          | The Frequency Fiends                                |          | -                      |
| 85 |           |                                          | Paint Misbehavin'                                   |          | -                      |
| 86 |           |                                          | Hot Spells                                          |          | -                      |
| 87 |           |                                          | Fraudcast News                                      |          | -                      |
| 88 |           |                                          | Clash Reunion                                       |          | -                      |
| 89 |           |                                          | Mutantcy on the Bouncy                              |          | -                      |
| 90 |           | 不明                                     | Malice's Restaurant                                 |          | -                      |
| 91 |           | 不明                                     | Extinct Possibility                                 |          | -                      |

## 放送局
| 放送局 | 放送期間                 | 放送時間                        | 放送話数       | 備考                                          |
| ------ | ------------------------ | ------------------------------- | -------------- | --------------------------------------------- |
| WOWOW  | 1993年7月21日 - 10月22日 | 月曜 - 金曜 18時00分 - 18時30分 | 第1話 - 第65話 | [ 16 ]                                        |
| WOWOW  | 1994年9月2日 - 12月      | 月曜 - 金曜 18時30分 - 19時00分 | 第1話 - 第65話 | [ 17 ] [ 18 ]                                 |
| WOWOW  | 2002年2月28日 - 3月20日  | 月曜 - 木曜 8時00分 - 8時30分   | 第1話 - 第18話 | 実際に放送されたのは12本位。 リピート放送あり |
| WOWOW  | 2003年3月19日 - 4月8日   | 月曜 - 木曜 7時30分 - 8時00分   | 第1話 - 第18話 | 実際に放送されたのは12本位。 リピート放送あり |

## ホームメディア

### VHS
1993年3月23日に初めてVHSビデオ第4巻「Darkly Dawns the Duck」、「Justice Ducks Unite!」、「Comic Book Capers」、「Birth of Negaduck!」がアメリカで発売された。なお、ビデオタイトルにある「Darkly Dawns the Duck」は、テレビ放送でカットされた本編「ラム・ロッド計画（Darkly Dawns the Duck Part 1, Part 2）」のノーカット版を収録している。いずれも日本未発売だが、「Darkly Dawns the Duck」についてはテレビ放送版しか吹き替えが存在しない。
| 商品名                | ビデオタイトル                          | 発売日        |
| --------------------- | --------------------------------------- | ------------- |
| Darkly Dawns the Duck | Darkly Dawns the Duck（ノーカット版）   | 1993年3月23日 |
| Just Us Justice Ducks | Just Us Justice Ducks（前編・後編）     | 1993年3月23日 |
| Comic Book Capers     | Comic Book Capers A Brush with Oblivion | 1993年3月23日 |
| Birth of Negaduck!    | Negaduck Tiff of the Titans             | 1993年3月23日 |

その後、ダークウィング・ダックのエピソード『クリスマス・ツリーの逆襲（It's a Wonderful Leaf）』とパパはグーフィーのエピソード『クリスマス・スペシャル（Have Yourself a Goofy Little Christmas）』を収録したVHSビデオ『Have Yourself a Goofy Little Christmas』が1993年9月28日に発売され、ダークウィング・ダックのエピソード『ダーク・オブ・ドリームス（Ghoul of My Dreams）』とチップとデールの大作戦のエピソード『見習い魔女にご用心（Good Times, Bat Times）』を収録したVHSビデオ「Witcheroo!」が1996年9月3日に発売されているが、いずれも日本未発売である。

### DVD
ウォルト・ディズニー・スタジオ・ホーム・エンターテイメントは、2006年8月29日に3枚組のDVD-BOX『Darkwing Duck -Volume 1』をリリース。DVDに収録されている27話分のうち25話分まではディズニー・アフターヌーンで放送されたエピソードの通常版であり、残り2話は「Darkly Dawns the Duck」のテレビ放送版であった。後に27話分を収録した『Volume 2』が2007年8月7日にリリースされた。このセットには映像特典が存在せず、残りの37話は未収録である。米国とカナダ以外では公式リリースは行われておらず、日本でも発売されていない。
| 商品名                  | 枚数    | 収録全話数 | 発売日        |
| ----------------------- | ------- | ---------- | ------------- |
| Darkwing Duck -Volume 1 | 3枚組   | 27         | 2006年8月29日 |
| Darkwing Duck -Volume 2 | 1枚のみ | 27         | 2007年8月7日  |

### ネット配信
アメリカのディズニープラスで全3シーズンまで配信されているが、シーズン3のエピソード「Hot Spells」は宗教的な内容を理由に除外されている。これはApple TVやGoogle Playなどといった配信プラットフォームでも除外されている。日本での配信は未定だが、『Hot Spell』には吹替が存在しない。

## リブート版
2015年4月2日、ディズニーが本作のリブート版をディズニーXDで初公開するという噂が広まったが、これはエイプリルフールの嘘であることが判明した。その代わりにとして、ジョー・ブックスから同名のコミックが2016年4月17日に発売された。
本作はDisney+に向けて制作が進んでおり、セス・ローゲンとエヴァン・ゴールドバーグは、映画会社ポイント・グレイ・ピクチャーズを通じて本作の制作総指揮を務めることとなった。タッド・ストーンズは、クリエイティブ・コンサルタントとして本作のリブート版に関わっていることを発表。